# 알바로 푸엔테스
알바로 푸엔테스 이발츠(Álvaro Fuentes Ibarz, 1975년 11월 17일 ~ )은 스페인의 음악가로, 라 오레하 데 반 고흐의 일원이다. 공연에서는 베이스 기타를 담당하고 있다.
라 오레하 데 반 고흐의 팀내 최연장자로 레이레 마르티네스를 아마이아 몬테이로 이후의 보컬로 강력하게 추천했다.